# 전자 어음
전자 어음은 기존의 실물 어음과는 달리 전자문서 형태로 작성되고 전자어음을 발행하고자 하는 자가 전자어음관리기관에 등록한 약속어음을 뜻한다. (전자어음의 발행 및 유통에 관한 법률 제 2조 제 2호 참조) 따라서 전자어음은 전자유가증권으로서 기존 실물어음과 같이 이용되며 발행, 배서, 권리행사 및 소멸 등의 모든 단계가 온라인에서 전자적인 방법으로 처리된다.

## 특징
- 전자어음관리기관에 등록되어야 하며, 약속어음에 한정 (전자어음의 발행 및 유통에 관한 법률-이하 전자어음법-제2조 제2호 및 제5조 제1항)
- 백지 어음의 발행/배서는 불가능함 (전자어음법 제6조 제6항)
- 지급지는 금융기관(은행)으로 한정
- 만기는 발행일로부터 1년을 초과할 수 없음(전자어음법 제6조 제5항)
- 배서횟수는 20회로 제한 (전자어음법 제7조 제5항)
- 발행, 배서, 보증 등의 행위는 공인전자서명(공인인증서)에 의함 (전자어음법 제6조 제3항 및 제7조 제6항)

## 도입 효과

#### 이용자
- 어음 분실, 사기, 위변조 방지
- 발행 등 어음관리가 편리하고 조회가 용이
- 어음 보관, 관리 및 유통, 교환 비용 절감
- 법정기간 초과어음 근절

#### 기업
- 실물어음의 발행, 유통, 관리비용 및 인력절감
- 편리한 자금조달 수단으로 활용 가능
- 전자상거래에 적합한 지급결제 수단 확보
- 기업회계 투명성 제고

#### 은행
- 인터넷 뱅킹을 연계한 새로운 서비스 발굴 가능
- 기업 고객 유치 가능
- 어음 조제, 교환 비용 및 인력 절감

#### 정부
- 조세 공평성 확보 및 세수 증대
- 전자상거래 활성화
- 금융질서 확립
- 어음발행 남발 방지

## 발행 의무화
종이어음은 점진적으로 전자어음의 형태로 전환되는 추세이며, 2009년 전자어음의 발행 및 유통에 관한 법률’에 따라 의무화되었다.
전자어음의 발행액은 해마다 빠른 추세로 증가하고 있으며 최근엔 발행액 520조로 발행액 사상최대에 이르렀다.
- 외부감사대상 주식회사는 약속어음 발행시 전자어음으로만 발행해야 함 (종이어음 발행불가)[2]
- 종이어음 발행 시 장당 500만원 이하의 과태료 부과(법무부 부과징수)